# Babyrousa bolabatuensis
A Babyrousa bolabatuensis az emlősök (Mammalia) osztályának párosujjú patások (Artiodactyla) rendjébe, ezen belül a disznófélék (Suidae) családjába és a Babyrousinae/Suinae alcsaládjába tartozó faj.

## Rendszertani besorolása
A Babyrousa bolabatuensist korábban, azaz 1950-ben a babirussza (Babyrousa babyrussa) alfajaként lett leírva; de 2002-ben Colin Groves és Erik Meijaard faji szintre emelték ez állat státuszát.
Az újabb kutatások hasonlóságot találtak e faj, valamint a babirussza és a Babyrousa togeanensis nevű fajok között; emiatt a Babyrousa bolabatuensis megerősített faji státuszához több példány kéne. A celebesz délnyugati részén talált szubfosszilis maradványokat manapság e fajénak tulajdonítják, de 2002-ben még nem tudták pontosan azonosítani e csontokat.
Mivel ilyen megbízhatatlan a Babyrousa bolabatuensis faji státusza, a Természetvédelmi Világszövetség (IUCN) ideiglenesen a Babyrousa celebensis szinonimájaként tartja számon ezt a tudományos nevet.

## Előfordulása
Ez a különleges megjelenésű disznófaj az Indonéziához tartozó Celebesz nevű szigeten élt vagy talán még él. Ezt az állatot csak egy szubfosszilis koponyának köszönhetően ismerünk, amelyet e sziget déli részén fedezték fel. Habár sokak szerint kihalt ez a faj, mások szerint, köztük a „Mammal Species of the World” készítői szerint is, meglehet, hogy még létezik.

### Fordítás
- Ez a szócikk részben vagy egészben  a   Babyrousa bolabatuensis című angol Wikipédia-szócikk ezen változatának fordításán alapul.  Az eredeti cikk szerkesztőit annak laptörténete sorolja fel. Ez a jelzés csupán a megfogalmazás eredetét és a szerzői jogokat jelzi, nem szolgál a cikkben szereplő információk forrásmegjelöléseként.